# Юбер Лефевр
Юбер Лефевр (фр. Hubert Lefèbvre; 29 листопада 1878, Париж — ?) — французький регбіст, чемпіон літніх Олімпійських ігор 1900 року, чемпіон Франції в 1900 і 1902 роках.

## Спортивна кар'єра
Під час кар'єри репрезентував клуб Рейсінг 92, з яким здобув титул чемпіона в 1900 і 1902 році.
Разом із іншими паризькими спортсменами взяв участь у змаганнях з регбі на літніх Олімпійських іграх 1900. Виступив у двох змаганнях, коли 14 жовтня команда Франції отримала перемогу над Німеччиною з рахунком 27:17. Два тижні пізніше, вони здобули перемогу над Великою Британією з рахунком 27:8. Вигравши ці два найважливіші поєдинки, Франція отримала золоту медаль.